# INTEF
El Instituto Nacional de Tecnologías Educativas y de Formación del Profesorado (INTEF) es un organismo oficial ubicado en Madrid, España. Es la unidad del Ministerio de Educación responsable de la integración de las TIC y la formación del profesorado en las etapas educativas no universitarias.
La Subdirección General está integrada en la Dirección General de Evaluación y Cooperación Territorial que, a su vez, forma parte de la Secretaría de Estado de Educación.